# Antonín Růsek
Antonín Růsek (* 22. března 1999 Troskotovice) je český profesionální fotbalista, který hraje na pozici útočníka za český klub SK Sigma Olomouc. Mezi lety 2020 a 2022 odehrál také 3 utkání v dresu české reprezentace.

## Klubová kariéra
Začínal v Troskotovicích, hostoval v Miroslavi a od roku 2010 je hráčem Zbrojovky Brno.

### Zbrojovka Brno
Debut v profesionální soutěži si Růsek odbyl 29. října 2016 v domácím zápase proti FC Vysočina Jihlava (nerozhodně 1:1) a asistoval na vyrovnávající gól Michalu Škodovi v 79. minutě. V sezoně 2016/17 nastoupil ještě do dvou prvoligových utkání jako střídající hráč.

#### Znojmo (hostování)
Dne 26. července 2017 byl poslán na roční hostování do Znojma. V druhé nejvyšší soutěži nastoupil do 14 utkání, v nichž vstřelil 5 branek, a po půl roce se vrátil zpět do brněnské Zbrojovky.

#### Návrat do Brna
Jarní část sezony 2017/18 strávil v brněnském A-týmu a pravidelně nastupoval do prvoligových utkání. 13. května 2018 vstřelil svou první branku v dresu Zbrojovky a zároveň první v české nejvyšší soutěži při výhře 4:1 nad Teplicemi.
Po sestupu z české nejvyšší soutěže v létě 2018 zůstal Růsek v brněnském klubu. V druhé lize patřil Růsek ke klíčovým hráčům Zbrojovky a 4 brankami ve 28 utkáních pomohl klubu k postupu do play-off. V baráži ale po výsledcích 0:0 a 3:3 nestačili na prvoligovou Příbram a zpátky do Fortuna:Ligy nepostoupili.
V sezoně 2019/20 vstřelil Růsek 13 soutěžních branek ve 31 zápasech a pomohl Brnu k postupu do české nejvyšší soutěže. V létě 2020 byl Růsek spojován s přestupem do ostravského Baníku, český útočník se ale rozhodl zůstat v Brně.
Růsek tak strávil v jihomoravském klubu také sezonu 2020/21. Ve Fortuna:Lize pravidelně nastupoval, odehrál 30 utkání a vstřelil 7 branek, odměnou mu byla premiérová pozvánka do české reprezentace. Sestupu Brna zpátky do druhé ligy však zabránit nedokázal.

### Sigma Olomouc
V létě 2021, po sestupu Brna do druhé ligy, přestoupil Růsek do olomoucké Sigmy. V dresu Olomouce debutoval 24. července při prohře 2:3 s pražskou Spartou. Svou první branku vstřelil 12. září při remíze 3:3 s Mladou Boleslaví. V sezoně 2021/22 patřil Růsek ke stabilním členům základní sestavy Olomouce, nastoupil do 37 utkání a vstřelil 9 branek.
O místo v základní sestavě nepřišel ani v létě 2022. Svou první branku v nové sezoně vstřelil 4. září při výhře 2:0 nad Pardubicemi. Na konci podzimní části sezony zaznamenal Růsek jednu branku a tři asistence ve čtyřech utkáních a byl opět povolán do české reprezentace. V březnu 2023 si Růsek vážně poranil záda a sezona, v níž nasbíral 3 branky a 9 asistencí, pro něj předčasně skončila.
Na hřiště se vrátil až v lednu 2024, kdy nastoupil do několika přípravných zápasů. V sezoně 2023/24 ale nenastoupil do jediného soutěžního utkání.

## Reprezentace
Od roku 2014 byl členem mládežnických reprezentací České republiky. Mezi lety 2014 a 2020 odehrál 69 utkání v dresu českých mládežnických reprezentací, v nichž vstřelil 24 branek
Dne 6. září 2020 dostal svoji první pozvánku do českého národního týmu na zápas Ligy národů proti Skotsku. K tomu mu napomohla i nucená karanténa prvního týmu, který odehrál zápas se Slovenskem. Svůj debut si odbyl 7. září, kdy nastoupil na závěrečných 9 minut utkání proti Skotsku.
V reprezentačním dresu se ještě objevil v listopadu 2022, kdy nastoupil do dvou přátelských utkání proti Faerským ostrovům a Turecku jako střídající hráč.